# 卡瓦廖-斯波恰
卡瓦廖-斯波恰（義大利語：Cavaglio-Spoccia），是意大利韦尔巴诺-库西亚-奥索拉省的一个市镇。总面积18平方公里，人口277人，人口密度15.4人/平方公里（2009年）。ISTAT代码为103020。